# جانسون لین (نوادا)
جانسون لین، نوادا (به انگلیسی: Johnson Lane, Nevada) یک سکونتگاه مسکونی در ایالات متحده آمریکا است که در نوادا واقع شده‌است.

## خصوصیات
جانسون لین ۵۶٫۷ کیلومترمربع مساحت و ۶٬۴۹۰ نفر جمعیت دارد و ۱٬۴۶۹ متر بالاتر از سطح دریا واقع شده‌است.